# Camlez
Camlez (bretonisch: Kamlez) ist eine französische Gemeinde mit 832 Einwohnern (Stand: 1. Januar 2022) im Département Côtes-d’Armor in der Region Bretagne. Sie ist Teil des Arrondissements Lannion und des Kantons Tréguier. Die Bewohner bezeichnen sich selbst als Camlézien(ne).

## Geografie
Camlez liegt rund 12 Kilometer nordöstlich von Lannion. Zur Gemeinde gehören nebst dem Dorf Camlez noch die Weiler La Gare und Saint-Nicolas nordwestlich von Camlez. Es gibt zudem zahlreiche Streusiedlungen und Einzelgehöfte innerhalb der Gemeinde. Die östliche Gemeindegrenze bilden streckenweise der Fluss Guindy und einer seiner Zuflüsse. Ein weiterer Zufluss ist der Ruisseau du Roudour, der auf dem Gemeindegebiet von Camlez von links in ihn einmündet und einen Teil der südlichen Gemeindegrenze bildet.

### Nachbargemeinden
Die Gemeinde zählt insgesamt sieben Nachbargemeinden. Nämlich Coatréven, Kermaria-Sulard, Minihy-Tréguier, Penvénan, Plouguiel, Trélévern und Trévou-Tréguignec.
| Trévou-Tréguignec         | Penvénan                                    | Penvénan Plouguiel |
| Kermaria-Sulard Trélévern | Kompassrose, die auf Nachbargemeinden zeigt | Plouguiel          |
| Coatréven Kermaria-Sulard | Coatréven                                   | Minihy-Tréguier    |

## Geschichte
Funde belegen eine Besiedlung seit der Jungsteinzeit. Ein 4 m hoher Menhir in Launay belegt dies deutlich. Zwei klar sichtbare Erdhügel aus dem 10. und 11. Jahrhundert in Croas-Husto und Kerham deuten auf kleine Befestigungen hin. Die Gemeinde gehörte im Mittelalter zu verschiedenen Lehnsherren und bildete bis 1790 eine Kirchgemeinde im Bistum Tréguier.

## Bevölkerungsentwicklung
Zwischen 1793 und 1821 wuchs die Einwohnerschaft stark an. In den darauf folgenden Jahrzehnten bis 1872 pendelte sie – abgesehen von einem Ausschlag nach oben im Jahr 1866 – stets um Werte von 1200 bis 1300 Einwohnern. Danach folgte innerhalb eines Jahrhunderts ein langanhaltender stufenweiser Rückgang der Anzahl Bewohner bis zum Tiefpunkt 1975 (1872–1975: −52,7%). Seither wächst die Bevölkerung ständig und liegt heute bei knapp unter 900 Menschen (1975–2013: +52,6%).
| 1793 | 1800 | 1806 | 1821 | 1831 | 1836 | 1841 | 1846 | 1851 | 1856 | 1861 | 1866 | 1872 | 1876 | 1881 | 1886 | 1891 | 1896 |
| ---- | ---- | ---- | ---- | ---- | ---- | ---- | ---- | ---- | ---- | ---- | ---- | ---- | ---- | ---- | ---- | ---- | ---- |
| 956  | 1040 | 1011 | 1191 | 1108 | 1252 | 1241 | 1284 | 1282 | 1278 | 1262 | 1601 | 1223 | 1162 | 1152 | 1148 | 1051 | 1031 |

| 1901 | 1906 | 1911 | 1921 | 1926 | 1931 | 1936 | 1946 | 1954 | 1962 | 1968 | 1975 | 1982 | 1990 | 1999 | 2008 | 2013 |
| ---- | ---- | ---- | ---- | ---- | ---- | ---- | ---- | ---- | ---- | ---- | ---- | ---- | ---- | ---- | ---- | ---- |
| 1145 | 1044 | 994  | 915  | 893  | 814  | 791  | 797  | 723  | 719  | 646  | 578  | 692  | 731  | 711  | 813  | 882  |

## Sehenswürdigkeiten
- Dorfkirche Saint-Trémeur, erbaut 1891–1892
- Kapelle Saint-Nicolas de Kervoenan (1824–1922) in Saint-Nicolas
- Eingang und Einfriedung des Dorffriedhofs
- eine Fruchtbarkeitsstele in Saint-Nicolas
- mehrere kleine Kreuze und Kalvarienberge

Quelle:

Sehenswürdigkeiten
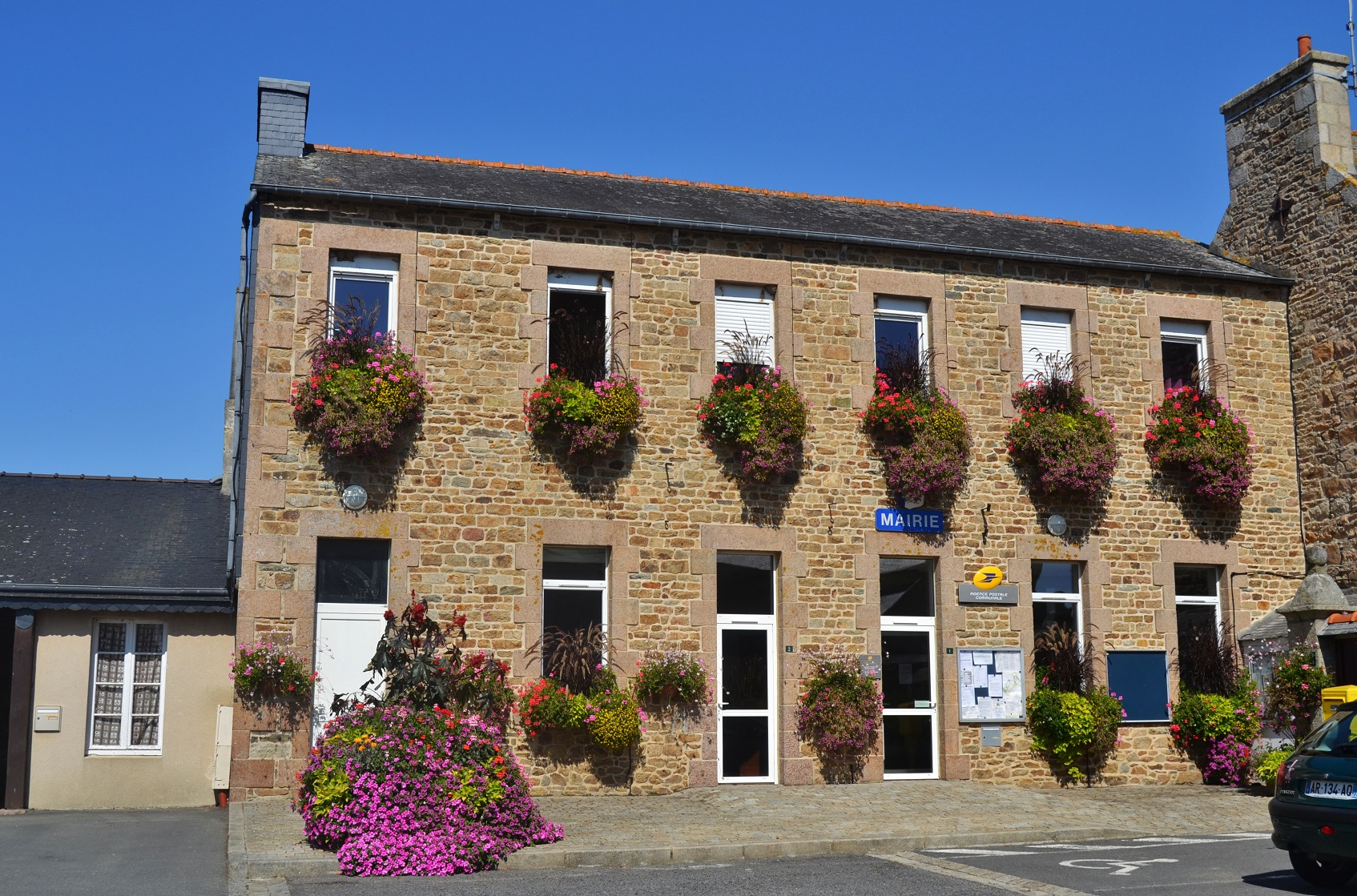
Das Rathaus (Mairie) von Calmez
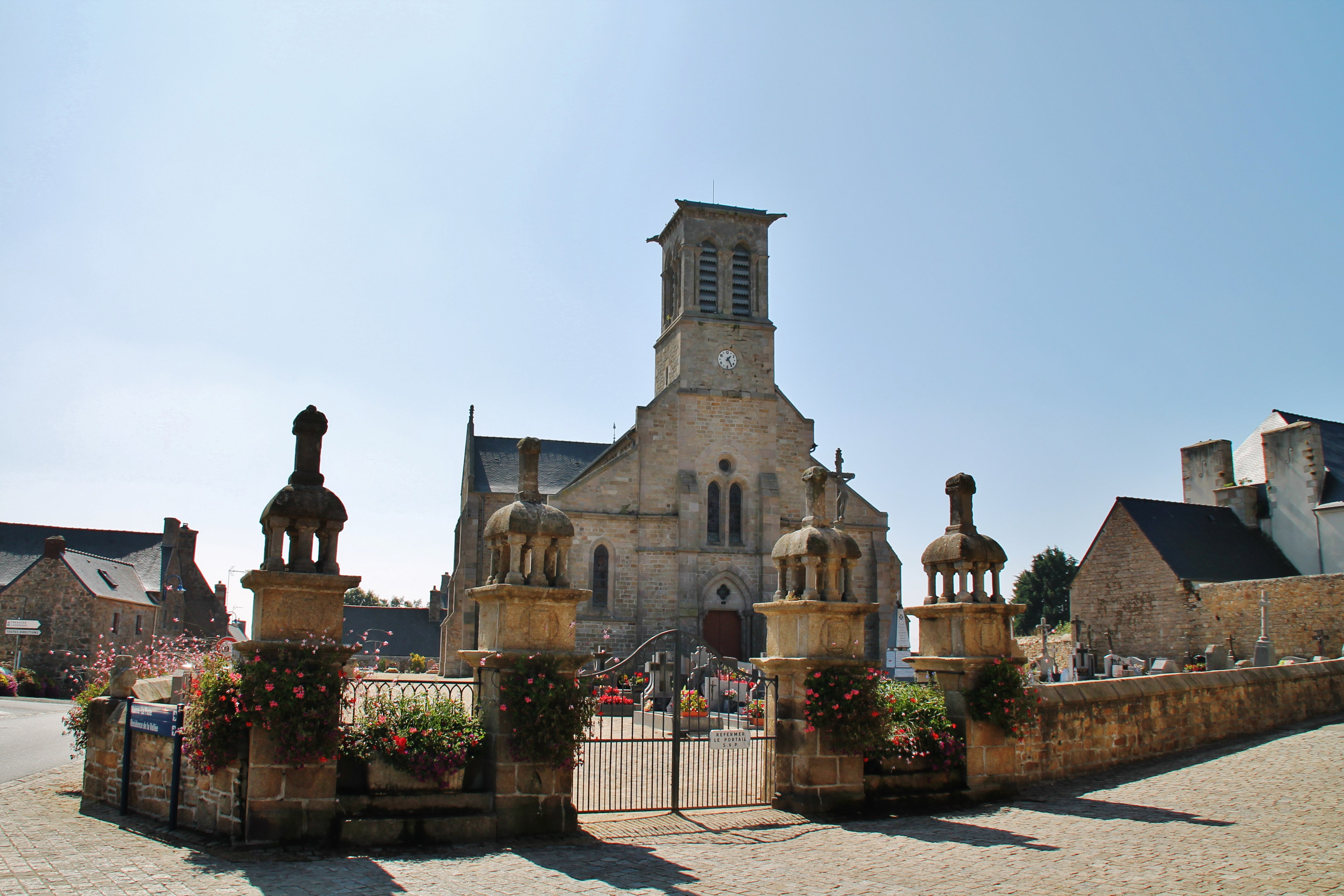
Dorfkirche Saint-Trémeur und Friedhof
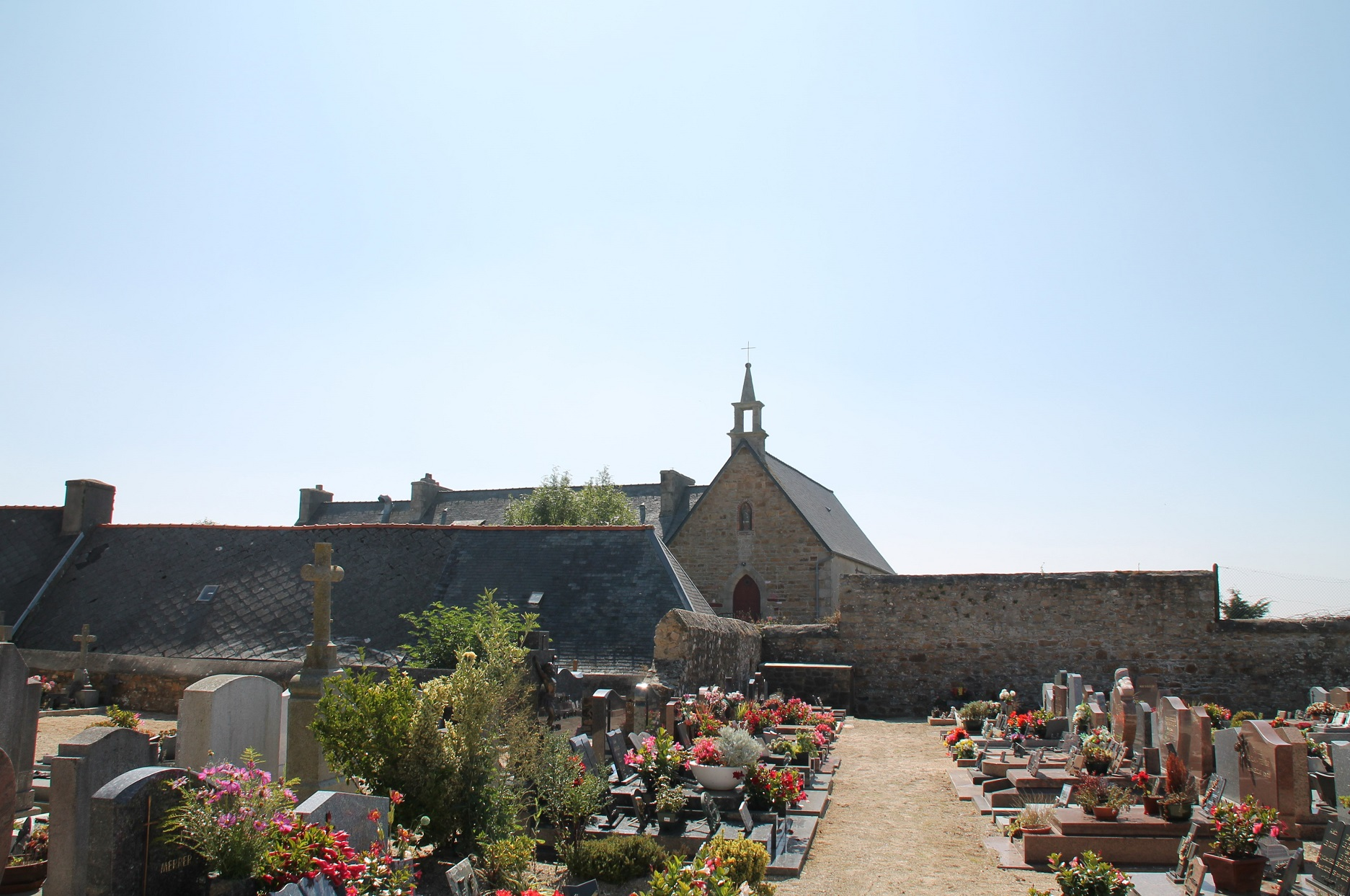
Kapelle Saint-Nicolas mit Friedhof